# Liste des évêques et archevêques d'Armagh
L'archevêque d'Armagh désigne un prélat de l'Église catholique et un prélat de l'Église d'Irlande (communion anglicane), deux dignitaires distincts. Tous deux sont les primats d'Irlande de leurs églises respectives et siègent à Armagh dans leurs cathédrales respectives, qui sont toutes deux dédiées à saint Patrick, évangélisateur de l'Irlande et premier évêque d'Armagh. La séparation des deux successions apostoliques remonte à la Réforme, au XVIe siècle.

## Liste des évêques et archevêques d'Armagh

### Archevêques d'Armagh jusqu'à la Réforme
- 1105-1129 : Celsus (Cellach mac Áeda meic Máel Ísu)
- 1132/1134-1136/1137 : Malachie (Máel Máedóc Ua Morgair)
- 1137-1174 : Gelasius (Gilla Meic Liac mac Diarmata)
- 1174-1175 : Cornelius (Conchobar mac Meic Con Caille)
- 1175-1180 : Gilbert O'Caran (Gilla in Choimded Ua Caráin)
- 1180-1184 : Thomas O'Conor (Tommaltach Ua Conchobair)
- 1184-1186/1187 : Maelisu O'Carroll (Máel Ísu Ua Cerbaill)
- 1186/1187-1201 : Thomas O'Conor (Tommaltach Ua Conchobair)
- 1206-1216 : Eugene MacGillaweer (Echdonn Mac Gilla Uidir)
- 1217-1227 : Luke Netterville
- 1227-1237 : Donat O'Feery (Donatus Ó Fidabra)
- 1239-1246 : Albert Suerbeer
- 1247-1256 : Renaud de Bologne
- 1257-1260 : Abraham O'Connellan
- 1261-1270 : Patrick O'Scanlan (Máel Patraic Ua Scannail)
- 1270-1303 : Nicholas MacMaelisu (Nicol Mac Máel Ísu)
- 1306-1307 : John Taaffe
- 1307-1311 : Walter Jorz
- 1311-1322 : Roland Jorz
- 1323-1333 : Stephen Seagrave
- 1334-1346 : David Mageraghty
- 1346-1360 : Richard FitzRalph
- 1361-1380 : Milo Sweetman
- 1381-1404 : John Colton
- 1404-1416 : Nicholas Fleming
- 1418-1439 : John Swayne
- 1439-1443 : John Prene
- 1443-1456 : John Mey
- 1457-1471 : John Bole
- 1471-1474 : John Foxalls
- 1475-1477 : Edmund Connesburgh
- 1478-1513 : Ottaviano Spinelli de Palatio
- 1513-1521 : John Kite
- 1521-1543 : George Cromer
- 1539-1551 : Robert Wauchope
- 1543-1551 : George Dowdall
- 1552-1553 : Hugh Goodacre
- 1553-1558 : George Dowdall

### Archevêques d'Armagh depuis la Réforme

#### Succession anglicane

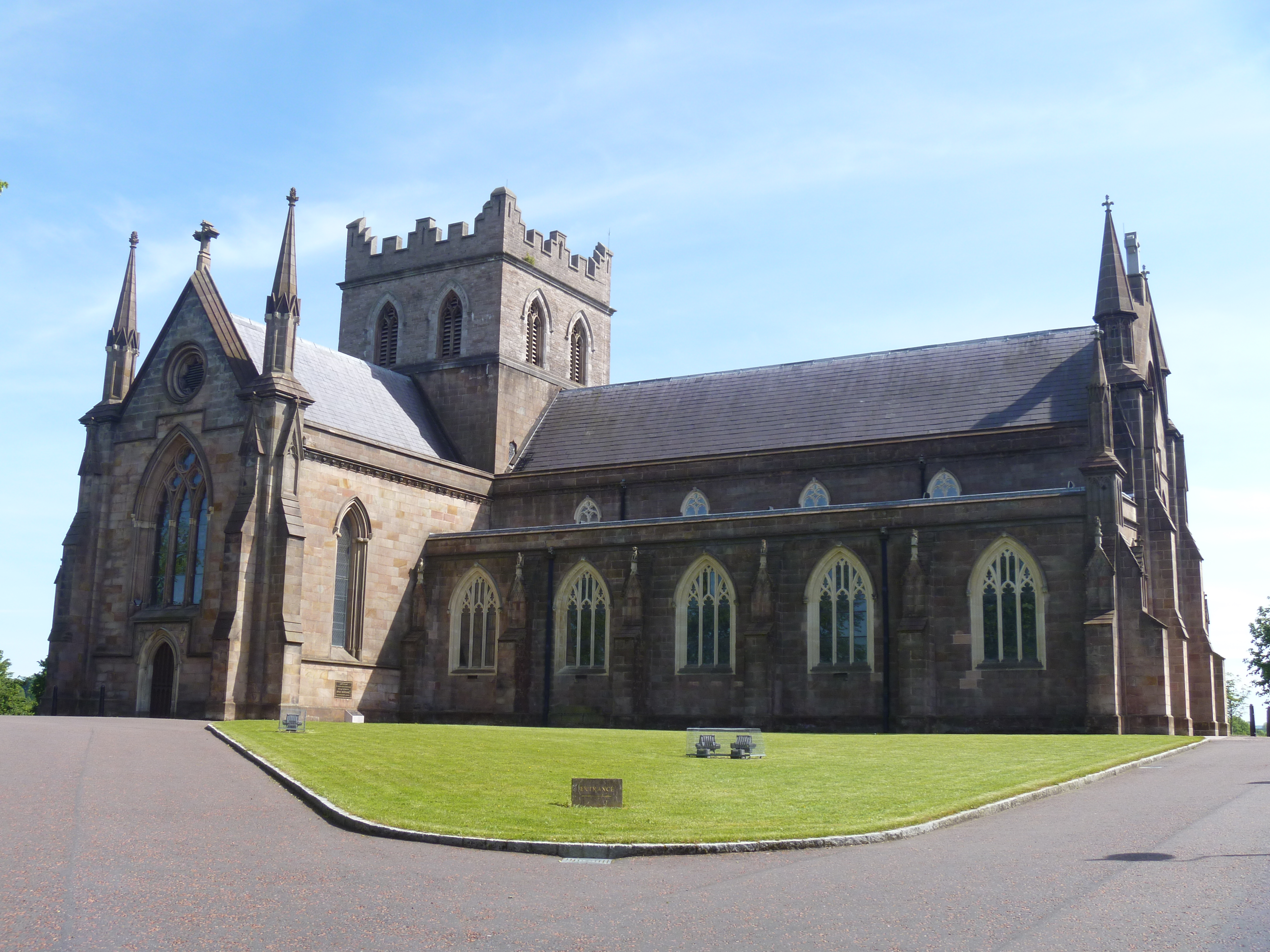
La cathédrale anglicane Saint-Patrick d'Armagh.

- 1562-1567 : Adam Loftus
- 1568-1584 : Thomas Lancaster
- 1584-1589 : John Long
- 1589-1595 : John Garvey
- 1595-1613 : Henry Ussher
- 1613-1625 : Christopher Hampton
- 1625-1656 : James Ussher
- 1660-1663 : John Bramhall
- 1663-1678 : James Margetson
- 1679-1702 : Michael Boyle
- 1703-1713 : Narcissus Marsh
- 1713-1724 : Thomas Lindsay
- 1724-1742 : Hugh Boulter
- 1742-1746 : John Hoadly
- 1747-1764 : George Stone
- 1765-1794 : Richard Robinson
- 1795-1800 : William Newcome
- 1800-1822 : William Stuart
- 1822-1862 : John George Beresford
- 1862-1885 : Marcus Beresford
- 1886-1893 : Robert Knox
- 1893-1896 : Robert Gregg
- 1896-1911 : William Alexander
- 1911-1920 : John Crozier
- 1920-1938 : Charles D'Arcy
- 1938-1938 : Godfrey Day
- 1939-1959 : John Gregg
- 1959-1969 : James McCann
- 1969-1980 : George Simms
- 1980-1986 : John Armstrong
- 1986-2006 : Robin Eames
- 2007-2012 : Alan Harper
- 2012-2020 : Richard Clarke
- depuis 2020 : James McDowell

#### Succession catholique

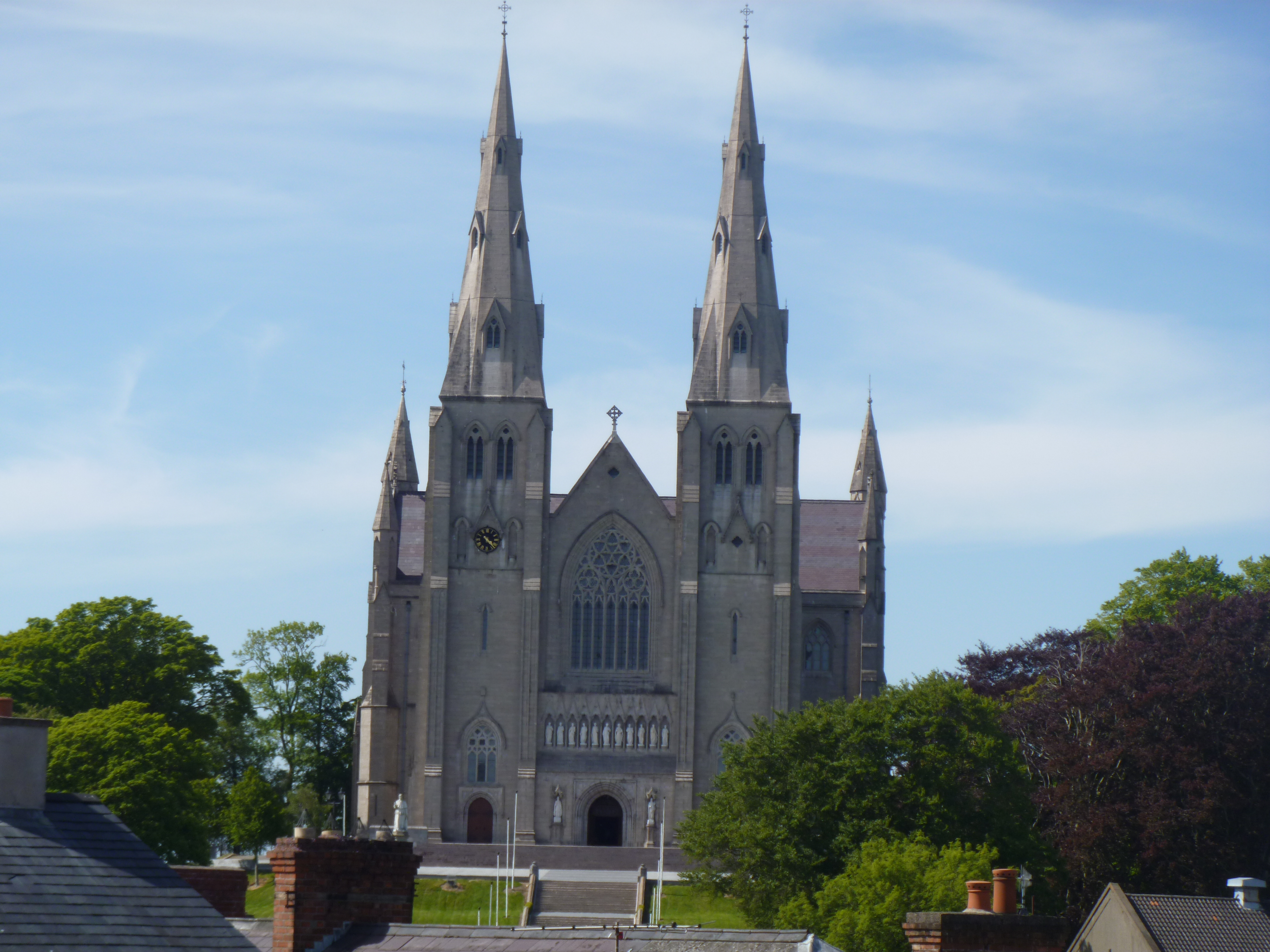
La cathédrale catholique Saint-Patrick d'Armagh.

- 1560-1562 : Donagh O'Tighe
- 1564-1585 : Richard Creagh
- 1587-1593 : Edmund MacGauran
- 1601-1625 : Peter Lombard
- 1626 : Aodh Mac Cathmhaoil
- 1628-1653 : Hugh O'Reilly
- 1658-1669 : Edmund O'Reilly
- 1669-1681 : Oliver Plunkett
- 1683-1707 : Dominic Maguire
- 1715-1737 : Hugh MacMahon
- 1737-1747 : Bernard MacMahon
- 1747-1748 : Ross MacMahon
- 1749-1758 : Michael O'Reilly
- 1758-1787 : Anthony Blake
- 1787-1818 : Richard O'Reilly
- 1819-1832 : Patrick Curtis
- 1832-1835 : Thomas Kelly
- 1835-1849 : William Crolly
- 1849-1852 : Paul Cullen
- 1852-1866 : Joseph Dixon
- 1866-1869 : Michael Kieran
- 1870-1887 : Daniel McGettigan
- 1887-1924 : Michael Logue
- 1924-1927 : Patrick O'Donnell
- 1928-1945 : Joseph MacRory
- 1946-1963 : John Francis D'Alton
- 1963-1977 : William Conway
- 1977-1990 : Tomás Ó Fiaich
- 1990-1996 : Cahal Brendan Daly
- 1996-2014 : Seán Baptist Brady
- depuis 2014 : Eamon Martin